# Alloa Tower

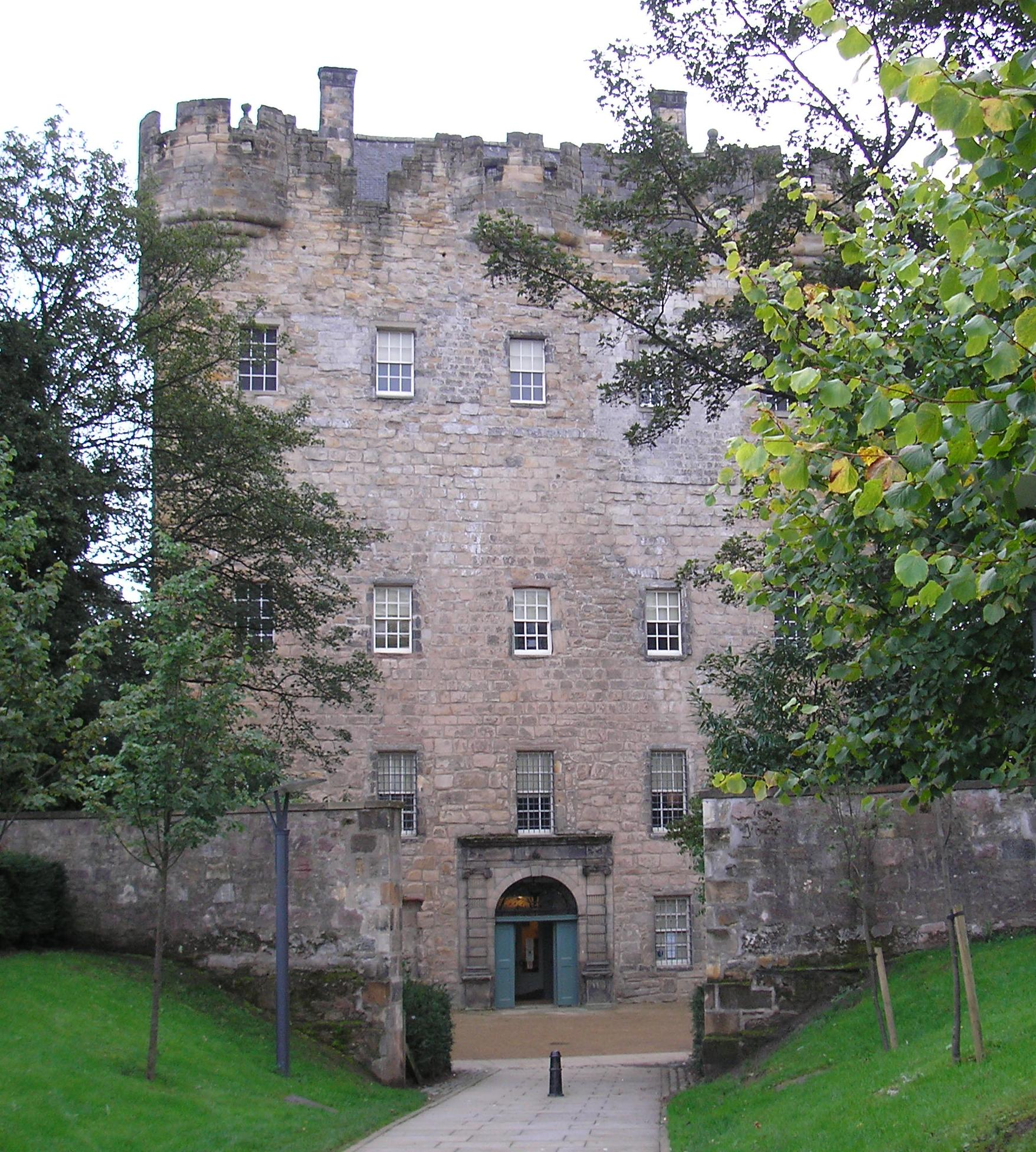
Alloa Tower

Der Alloa Tower ist ein Tower House in der schottischen Stadt Alloa in der Council Area Clackmannanshire. 1960 wurde das Bauwerk in die schottischen Denkmallisten in der höchsten Kategorie A aufgenommen. Im gleichen Jahr übernahm der National Trust for Scotland das Objekt.  Ein ehemaliger Schutz als Scheduled Monument wurde zwischenzeitlich aufgehoben. Das 21 m hohe, fünfstöckige Gebäude liegt im Süden Alloas und weist eine Grundfläche von rund 18 m × 12 m auf.

## Geschichte
Die Geschichte von Alloa Tower gliedert sich in mehrere Phasen. Als ältestes bekanntes Bauwerk ist ein befestigtes Gebäude aus dem frühen 14. Jahrhundert an diesem Ort bekannt, über welches jedoch wenig überliefert ist. Mitte des Jahrhunderts wurde dieses zu einem dreistöckigen Gebäude mit Keller oder Kerker erweitert. Eine weitere Aufstockung auf vier oder fünf Stockwerke wurde im 15. Jahrhundert vorgenommen. Das erste Tower house, auf dem die heute erhaltene Struktur beruht, entstand im Jahre 1497. Es handelt sich um ein fünfstöckiges Bauwerk mit Keller oder Kerker. Im späten 16. Jahrhundert wurde das Bauwerk überarbeitet und war wahrscheinlich ab diesem Zeitpunkt sowohl ebenerdig als auch im ersten Obergeschoss zugänglich. Anfang des 18. Jahrhunderts entstand angrenzend ein Herrenhaus und der Wohnturm wurde fortan nur noch als Nebengebäude genutzt. Im Zuge dieser Erweiterung durch John Erskine, 24. Earl of Mar wurde auch der Wohnturm umfassend umgestaltet. Ein Brand verheerte das Herrenhaus im Jahre 1800 und der Alloa Tower wurde bis zur Fertigstellung des neuen Herrenhauses im Jahre 1838 wieder bewohnt. Ende des 20. Jahrhunderts wurde der Turm restauriert und 1997 zur 500-Jahr-Feier wiedereröffnet. Im Jahr 2024 betrug die Besucherzahl etwa 4.000 Personen.